# Мандельберг, Евгений Моисеевич
Евгений Моисеевич Мандельберг (1900—1966) — советский театральный художник, плакатист, карикатурист, либреттист, литератор.

## Биография
Родился в Киеве в семье Моисея Евсеевича (Мойше Овшиевича) Мандельберга (1870 — 24 января 1913, Киев), уроженца Бердичева, выпускника юридического факультета Императорского университета Святого Владимира, с 1896 года практиковавшего в Ростове-на-Дону. Мать — Рейзя Шулимовна Мандельберг. У него был младший брат Евсей (1903—1974), впоследствии инженер. Обучался в Императорском университете Св. Владимира в Киеве. Учился живописи в художественной студии в Ростове-на-Дону. Ученик Е. Е. Лансере.
В 1924 году впервые выступил как театральный художник. В Киевском театре для детей оформил спектакль «Соловей» по Х. К. Андерсену.
С 1926 года жил и трудился в Москве. Вместе с режиссёром Ф. Н. Кавериным работал над проблемами оформления спектаклей на малой сцене в студии Малого театра и затем в Московском драматическом театре («Гирш Леккерт» А. Кушнирова в Государственном еврейском театре БССР (1928), «Шулер» В. Шкваркина (1928), «Переплав» Д. Щеглова (1929), «Дружба» В. Гусева (1935), «Мария Тюдор» Гюго (1938) и др.
Руководил праздничным оформлением Пушкинской площади в Москве во время Пушкинского юбилея 1937 года.
Много занимался люминесцентной театральной живописью. В 1944 году под руководством Е. Мандельберга была создана первая в мире экспериментальная лаборатория, в которой объединенными усилиями художников, химиков и светотехников разрабатывались методы использования светящихся красок в театре. Первым начал систематически применять её для оформления спектакля: «Лесная песня» Л. Украинки (Московский театрр им. Ленинского комсомола, 1946), «Двенадцать месяцев» С. Маршака (Государственный театр юного зрителя Латвийской ССР, 1947), «Снежная королева» (Московский театр драмы и комедии, 1947), «Лейли и Меджнун» Р. Глиэра и Т. Садыкова (Театр оперы и балета им. Навои Узбекской ССР, Ташкент, 1948) и др.
Оформил спектакли в театрах оперы и балета: «Пиковая дама» П. И. Чайковского (1934), «Аида» Дж. Верди (1935) в Баку, «Шурале» Ф. З. Яруллина (1939—1940) в Казани, «Лейли и Меджнун» Глиэра в Ташкенте (1948). Ему принадлежит оформление программ Государственного ансамбля народного танца СССР, Московского государственного цирка и др.
Автор балетного либретто «Лауренсия» по драме Лопе де Вега «Овечий источник».(1939, Ленинградский театр оперы и балета им. Кирова).
Публиковал шаржи и карикатуры в журналах «Красная нива», «Современный театр», «Новый зритель» и др. Создал ряд политических и агитационных плакатов.
Автор ряда люминесцентно-живописных декоративных работ (1936—1956), эскизов (совместно с Т. Г. Клюкас и Б. М. Барановым), иллюстраций, нескольких научно-популярных книг, участник художественных выставок.
Урна с прахом захоронена в колумбарии Донского кладбища.

## Семья
Братья отца: 
- Владимир Евсеевич Мандельберг, врач, был с 1908 года председателем правления киевского «Товарищества Ис. Шварцман», основанного отцом философа Льва Шестова; он был женат на сестре Льва Шестова — Елизавете Исааковне Мандельберг (1873—1943).
- Лев Евсеевич (Овшиевич) Мандельберг (?—1938), врач, заведующий хирургической лечебницей в Киеве и член правления паевого «Товарищества Ис. Шварцмана», которым управлял его тесть, купец первой гильдии Исаак Моисеевич Шварцман; был женат на сестре философа Льва Шестова — пианистке Марии Исааковне Шварцман (1863—1948); их дочь — скульптор и график Сильция Львовна Луцкая (жена инженера и поэта С. А. Луцкого).
- Виктор Евсеевич Мандельберг, врач, публицист, меньшевик; был женат на сестре промышленника М. А. Новомейского — Агнии Абрамовне Новомейской.

## Избранные публикации
- «В мире холодного света». Е. М. Мандельберг. Академия наук СССР. — М. : Наука, 1968
- Каталог выставки Е. М. Мандельберга. Люминесцентно-живописные декоративные работы 1935-1957 годов. — Москва, 1958

## Интересные факты
- Во времена СССР писатель Сергей Михалков опубликовал о Евгении Мандельберге статью  «Кто же этому мешает?»[7].